# Kaiyi Kunlun
Kaiyi Kunlun – samochód osobowy typu SUV klasy średniej produkowany pod chińską marką Kaiyi od 2023 roku.

## Historia i opis modelu

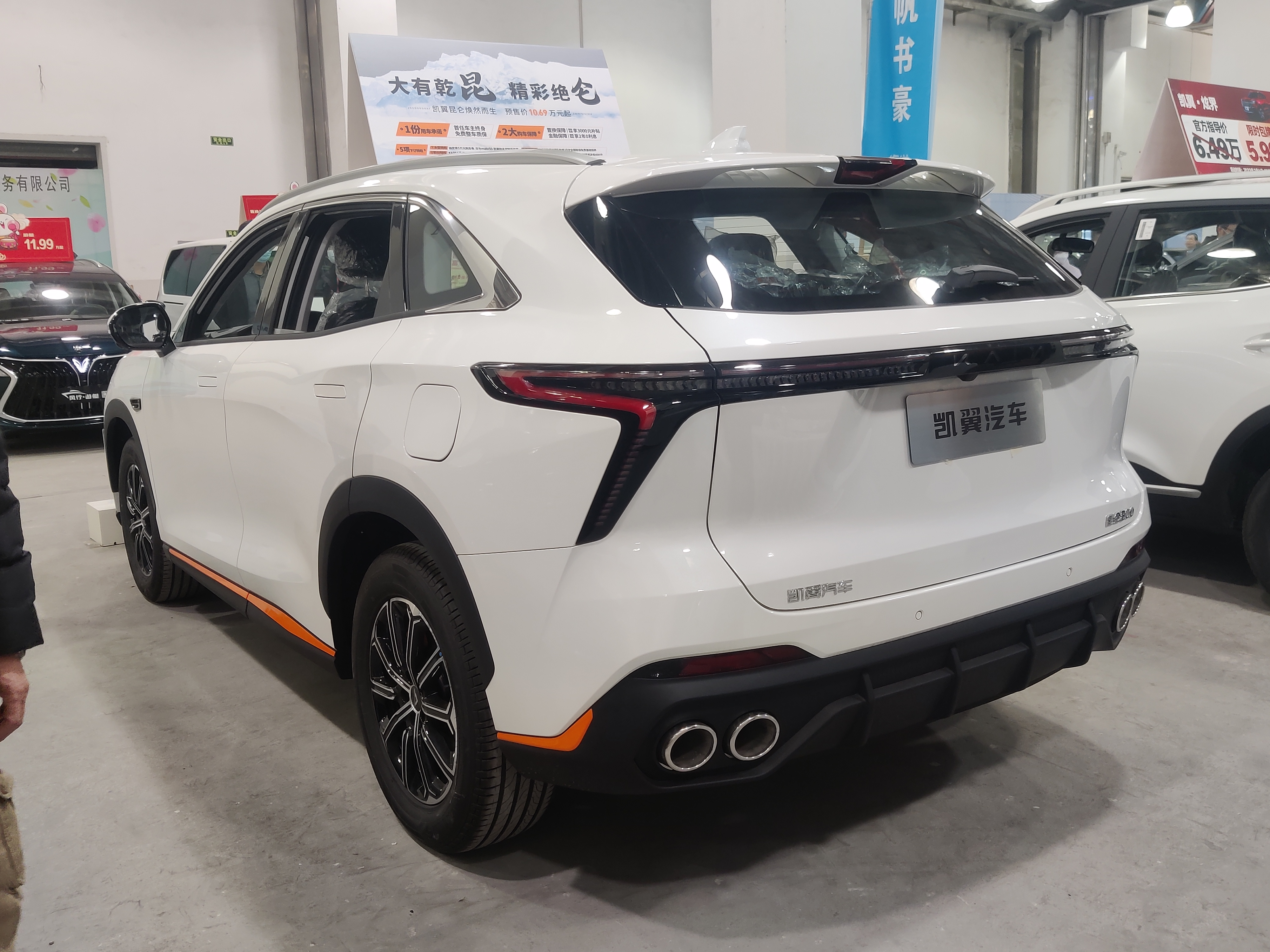
Kaiyi Kunlun - tył

W lipcu chińska marka Cowin Auto dokonała rebrandingu i zmiany nazwy. W jej ramach, już jako Kaiyi Auto, przedstawiła swój pierwszy w wówczas 8-letniej historii model opracowany od podstaw z myślą o tej firmie. Kaiyi Kunlun przyjął postać średniej wielkości SUV-a kompleksowo realizującego obowiązujące wówczas trendy stylistyczne, z dużym przednim wlotem powietrza, rozbudowanym oświetleniem LED z ostrymi liniami uzupełniającymi główne klosze, a także tylnymi lampami w kształcie bumerangów i chowanymi klamkami.
Oparty na nowej generacji platformy i-FA Kunlun został przystosowany do przewiezienia 7 pasażerów w trzech rzędach siedzeń, a także zyskał masywną deskę rozdzielczą z cyfrowymi wskaźnikami oraz dużym, centralnym dotykowym ekranem systemu multimedialnego o przekątnej 12,8 cala. Lista wyposażenia została stworzona przez rozbudowaną listę systemów jak np. asystent parkowania czy poziom drugi półautonomicznej jazdy.
Do napędu Kaiyi Kunluna wykorzystano gamę czterech wariantów napędowych. Pierwsze dwa to turbodoładowane silniki benzynowe o pojemności 1,6 lub 2 litrów i mocy kolejno 197 lub 250 KM. Kolejne dwa to odmiany hybrydowe typu plug-in tworzone przez 1,5 litrowy silnik beznynowy i dodatkowy układ elektryczny o mocy 201 lub 363 KM, z funkcją ładowania akumulatora i jazdy w trybie czysto elektrycznym.

### Sprzedaż
Kaiyi Kunlun, podobnie jak inne produkty firmy, zbudowany został z myślą o wewnętrznym rynku chińskim. Zbieranie zamówień na średniej wielkości SUV-a rozpoczęło się pod koniec grudnia 2022, z kolei produkcja i dostawy pierwszych egzemplarzy do nabywców wyznaczono na luty 2023. W 2023 roku samochód poszerzył także ofertę chińskiej firmy na rynku rosyjskim.

### Silniki
- R4 1.6l Turbo 197 KM
- R4 2.0l Turbo 250 KM
- R4 1.5l PHEV 201 KM
- R4 1.5l PHEV 362 KM